# Džer
Džer je bio 2. faraon prve egipatske dinastije. Bio je sin Horusa-Ahe, unuk Narmera. Njegov naslednik je bio njegov sin Džet, a imao je i ćerku Merneit. Vladao je, prema Manetonu, 57 godina, ali Tobi Vilkinson ističe da mu je vladavina bila kraća. Sahranjen je u Abidu, a posle se njegov grob smatrao grobom Ozirisa, boga podzemnog sveta.